# Artemon Apostu-Efremov
Artemon Apostu-Efremov (n. 19 iunie 1979, București, România) este un fost jucător de tenis român și, în prezent, antrenor de tenis. Între 2013 și 2018 el a fost antrenorul jucătoarei române Irina-Camelia Begu. Pe 15 aprilie 2002 a ajuns pe locul 310, cea mai înaltă poziție a sa în clasamentul ATP la simplu, în timp ce clasarea cea mai bună la dublu a fost locul nr. 466 atins pe 17 februarie 2003.
Apostu-Efremov a debutat pe tabloul principal al unui turneu ATP în anul 2002 la Romanian Open, participând în competiția de dublu alături de Răzvan Sabău.

## Legături externe
- Artemon Apostu-Efremov pe situl Association of Tennis Professionals (ATP)
- Artemon Apostu-Efremov Arhivat în 17 august 2017, la Wayback Machine. pe situl Federației Internaționale de Tenis
- Activitatea de jucător a lui Artemon Apostu-Efremov Arhivat în 16 august 2017, la Wayback Machine. pe situl Tenis România Arhivat în 17 februarie 2018, la Wayback Machine.